# Альципа-крихітка білоброва
Альци́па-крихітка білоброва (Schoeniparus castaneceps) — вид горобцеподібних птахів родини Pellorneidae. Мешкає в Південно-Східній Азії.

## Підвиди
Виділяють чотири підвиди:

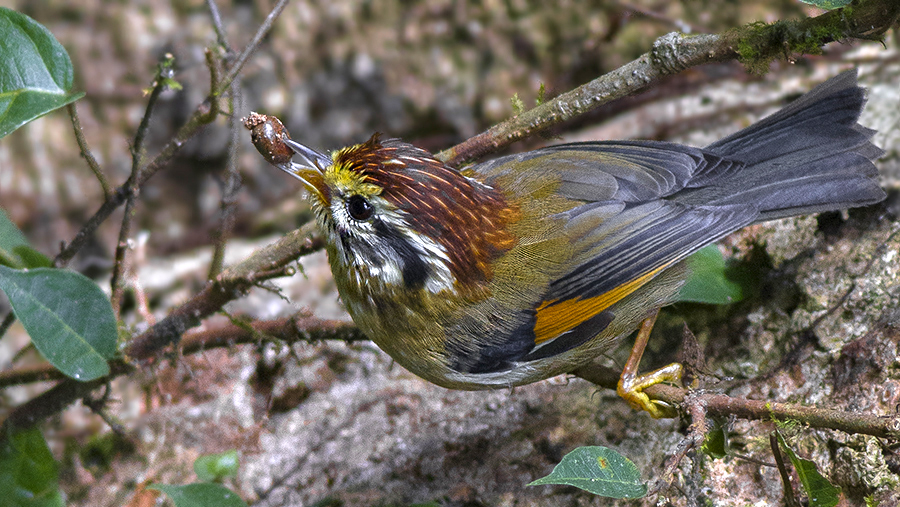
Альципа-крихітка білоброва

- S. c. castaneceps (Hodgson, 1837) — від східних Гімалаїв до заходу китайської провінції Юньнань та до західного Таїланду;
- S. c. exul (Delacour, 1932) — від північного Таїланду і сходу провінції Юньнань до Лаосу і північно-західного В'єтнаму;
- S. c. stepanyani (Eames, JC, 2002) — центральний В'єтнам;
- S. c. soror (Sharpe, 1887) — Малайський півострів.

## Поширення і екологія
Білоброві альципи-крихітки мешкають в Індії, Бутані, Непалі, Китаї, Бангладеш, М'янмі, Таїланді, Лаосі, і Малайзії. Вони живуть в підліску вологих тропічних лісів, у бамбукових і чагарникових заростях. Зустрічаються на висоті від 300 до 3600 м над рівнем моря. Живляться переважно комахами. Іноді білоброві альципи-крихітки утворюють великі зграї у 30-40, іноді до 70 птахів. Сезон розмноження в Індії і Тибеті триває з квітня по червень, в Південно-Східній Азії з січня по червень.